# Pronauphoeta nigra
Pronauphoeta nigra är en kackerlacksart som beskrevs av Robert Walter Campbell Shelford 1909. Pronauphoeta nigra ingår i släktet Pronauphoeta och familjen jättekackerlackor.
Artens utbredningsområde är Kamerun. Inga underarter finns listade i Catalogue of Life.